# Iva Klestilová
Iva Klestilová, rozená Iva Volánková (* 4. října 1964, Brno) je česká dramatička, scenáristka a herečka.

## Život
Narodila se v rodině brněnských právníků. Maturovala na gymnáziu v Moravském Krumlově v roce 1982. Působila jako garderobiérka Janáčkova divadla v Brně. Současně hrála v Dětském studiu Divadla na provázku a v amatérském souboru Nepojízdná housenka.
V letech 1984–2004 hrála v HaDivadle a v letech 2004–2015 byla dramaturgyní Národního divadla v Praze.

## Dílo

### Herečka
- 1987 Dcery národa, režie: Arnošt Goldflam
- 1992 Hvězdy na vrbě, bigbítový retro muzikál
- 2001 Anton Pavlovič Čechov: Tři sestry – Olga
- 2003 Simon Stephens: Volavky (Herons) – Adél
- 2004 Witold Gombrowicz: Yvona, princezna burgundánská – Yzu, režie Valéria Schulczová
- Incident, hra na motivy stejnojmenného filmu Larryho Peerce z roku 1967 – Muriel, režie Martin Huba
- 2009 Lars von Trier: Dogville – Paní Hensonová[1]

### Dramata
- 1997 Všichni svatí, v roce 1998 finalista ceny Alfréda Radoka
- 1998 Soukromá apokalypsa
- 1999 Zisk slasti – scénické čtení v Ústí nad Labem
- 2000 Trilogie minach, 3. cena ceny Alfréda Radoka
- 2001 Stísněni jedna z 2. cen Alfréda Radoka
- 2002 3sestry2003 3. cena Alfréda Radoka
- 2006 Jak v Sistrech listí svist finalista ceny Alfréda Radoka
- 2003 Stísněná 22[2]
- 2004 Mysterium fidei (Bušení do železné opony VI.), libreto k opeře Pavla Smutného[3]
- 2005 Barbíny (spoluautorka Valeria Schulczová), uvedlo Divadlo Na zábradlí
- 2006 Hrdinové[4]

### Dramaturgie
- 2004 Marius von Mayenburg: Eldorádo[5]
- 2005 Alberto Bassetti: Prodavači duší[6]
- 2006 Peter Turrini: Josef a Marie[7]
- 2007 Marguerite Duras: Anglická milenka[8]
- 2007 Hans Christian Andersen: Sněhová královna[9]
- 2007 Egon Bondy: Bouda Bondy[10]
- 2009 Brian Friel: Listy důvěrné Listy důvěrné (Leoše Janáčka) (Činohra) [online]. Národní divadlo [cit. 2016-07-05]. Dostupné v archivu pořízeném dne 2016-08-21.
- 2009 Henrik Ibsen: Nepřítel lidu[11]
- 2009 David Harrower: Blackbird Blackbird (Činohra) [online]. Národní divadlo [cit. 2016-07-05]. Dostupné v archivu pořízeném dne 2016-08-21.
- 2010 Ivan Stodola: Čaj u pana senátora[12]
- 2010 Jean-Paul Sartre: Špinavé ruce[13]
- 2010 Anton Pavlovič Čechov: Racek[14]
- 2013 Stefano Massini: Ohlušující pach bílé ... v duši Vincenta van Gogha[15]
- 2013 František Ferdinand Šamberk: Jedenácté přikázání[16]
- 2012 Molière: Pán z Prasečkova[17]
- 2014 Chanoch Levin: Strasti života[18]
- 2014 Marius von Mayenburg: Kámen[19]

### Rozhlasové hry
- 2005 Konec. režie Jan Antonín Pitínský, dramaturgie Marek Horoščák, hudba Richard Dvořák. Hrají: Helena Čermáková (Žena), Miloslav Mejzlík (Muž), Jitka Josková (Dcera), Tomáš Šulaj (Syn)[20]
- 2013 Za pět minut dvanáct. Dramatické bilancování v navenek dokonalé rodině. Dramaturgie Hana Hložková. Hudba Tomáš Vtípil. Režie Alexandra Bauerová. Osoby a obsazení: Otec (Jiří Štěpnička), Bratr (Luboš Veselý), Sestra (Irena Vacková) a Bratr 2 (Jiří Vyorálek). Český rozhlas Brno[21]